# Grete Ojala
Grete Ojala (* 1. Oktober 1994 in Pärnu) ist eine estnische Fußballspielerin.

## Karriere

### Verein
Ojala startete ihre Karriere 2005 mit dem Pärnu JK in ihrer Heimatstadt. In Pärnu rückte sie im Alter von vierzehn Jahren in die Seniorenmannschaft auf und gab am 14. September 2008 ihr Senioren-Debüt gegen den JK Kalev Sillamäe. Nach 104 Spielen und 17 Toren in vier Spielzeiten, verließ sie den Pärnu JK und wechselte zum Ligarivalen Vändra JK.

### Nationalmannschaft
Des Weiteren wurde sie mehrmals in der Nationalmannschaft Estlands eingesetzt.